# تپه کل صفر
تپه کل صفر مربوط به سدهٔ ۵ تا ۹ ه.ق است و در شهرستان بهبهان، بخش مرکزی، دهستان حومه، روستای خارستان علیا واقع شده و این اثر در تاریخ ۱ مرداد ۱۳۸۶ با شمارهٔ ثبت ۱۹۲۶۹ به‌عنوان یکی از آثار ملی ایران به ثبت رسیده است.